# Eva Ström
Eva Ström (n. 1947 în Lidingö) este o scriitoare suedeză, critică de literatură și doctoriță.

## Viața
Ström a lucrat ca doctoriță între 1974 și 1988. În următorii ani s-a concentrat pe activitatea de scriitor și de critică literară. Ea scrie în special poezie și proză. Colaborează cu ziarul Sydsvenskan. 
La 20 ianuarie 2010 a fost aleasă ca membră a Academiei Regale Suedeze.
Astăzi Ström locuiește în Kristianstad, Suedia.

## Opere
- Den brinnande Zeppelinaren, 1977
- Steinkind, 1979
- Det mörka alfabetet, 1982
- Akra, 1983
- Samtal med en daimon, 1986
- Kärleken till matematiken, 1989
- Mats Ulfson, 1991
- Brandenburg, 1993
- Edith Södergran, 1994
- Poesi och musik, 1997
- Berättelser, 1997
- Bröd, 1999
- Revbensstäderna, 2002
- Rött vill till rött, 2004
- Pål Svensson, skulptör, 2005 (împreună cu Hans Hammarskiöld)
- Claires leende, 2007
- Kniv och flod, 2009

## Premii literare
- Tidningen VI:s litteraturpris Litteraturåret 1979|1979
- Aftonbladets litteraturpris litteraturåret 1983|1983
- De Nios Vinterpris litteraturåret 1993|1993
- Erik Lindegren-priset litteraturåret 1994|1994
- Aniara-priset litteraturåret 1994|1994
- Gustaf Fröding-sällskapets lyrikpris litteraturåret 1996|1996
- Nordiska rådets litteraturpris litteraturåret 2003|2003 (för Revbensstäderna)
- Gerard Bonniers lyrikpris litteraturåret 2005|2005
- Bellmanpriset litteraturåret 2005|2005
- Kristianstad kommuns kulturpris 2009
- Tegnérpriset 2010